# 120 (число)
120 (сто два́дцять) — натуральне число між 119 і 121.

## У математиці
- Парне тризначне число.
- 8-ме  тетраедричне число.
- 15-те  трикутне число.
- Факторіал числа  5.
- Сума цифр числа 120 - 3
- добуток цифр цього числа - 0
- Квадрат числа 120 - 14400

## У науці
- Атомний номер унбінілію.

## В інших областях
- 120 рік.
- 120 до н. е.
- ASCII — код символу «x».
- 120 см — зовнішній діаметр дула  Цар-гармати.
- Кількість офіційних слів у мові Токіпона (спочатку 118, ще два були додані пізніше).
- "120 км/год" — автомобільний інтернет-супермаркет в Україні.

## У науці
- атомний номер унбінілію.

## У інших областях
- 120 рік, 120 до н. е.
- ASCII — код символу «x».